# Chapa de Mota
Chapa de Mota es una localidad, cabecera del municipio homónimo en el Estado de México. Su nombre proviene del náhuatl, significa "lugar de chía".